# Agência Brasileira de Inteligência

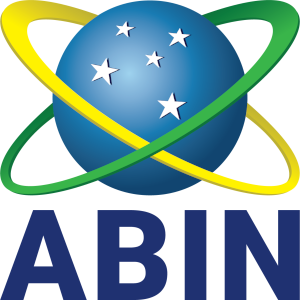
Logo

La Agenzia d'intelligence brasiliana (in portoghese, Agência Brasileira de Inteligência, in italiano Agenzia d'intelligence brasiliana, in acronimo ABIN) è il servizio segreto dello Stato del Brasile, che ha sostituito il Servizio nazionale delle informazioni (Serviço Nacional de Informações ), creato dal governo di Humberto de Alencar Castelo Branco a metà degli anni 1960.
Dall'inizio del processo di democratizzazione in Brasile (metà anni '80), ci sono stati vari tentativi di spostare il controllo dei servizi segreti dai militari al governo civile. Nel 1985 il presidente Fernando Collor de Mello ha rimpiazzato l'SNI con la  Secretaria de Assuntos Estratégicos (SAE) o  Segretariato per gli affari strategici, ente che ha avuto breve durata (1990-1994). Infatti, nonostante la rimozione di 144 ufficiali dell'SNI, l'apparato militare ha continuato a dominare l'agenzia e il governo civile non è riuscito a stabilire un controllo effettivo su di essa.

## Agenzia attuale
Nel 1995 il presidente Fernando Henrique Cardoso mise un civile a capo del SAE e creò l'ABIN.
Come molte altre nazioni latino-americane, il Brasile dovette affrontare la sfida di dover superare una lunga storia di coinvolgimento dei militari e delle loro ramificazioni nei servizi segreti in politica interna. L'ABIN fu subito coinvolto in uno scandalo su intercettazioni telefoniche e clientelismo, in seguito al quale il controllo dell'agenzia passò del Congresso nazionale al presidente e al Gabinetto di sicurezza istituzionale. Questo minò ancora una volta il tentativo di ridurre l'influenza dell'esercito sui servizi segreti brasiliani e sulle loro pratiche.
Tuttavia, i governi seguenti hanno fatto passi avanti nel ridurre l'influenza delle forze armate e delle relative agenzie d'intelligence in politica interna. Le relazioni fra questi gruppi e il governo brasiliano, molto strette per decenni, si stanno evolvendo. Lo scopo delle agenzie sembra lentamente spostarsi dalla gestione del dissenso interno all'attenzione sulle minacce esterne e al supporto della democrazia nazionale.

## Lo scandalo delle intercettazioni
Il primo settembre 2008, il presidente Luiz Inácio Lula da Silva ha sospeso la dirigenza dell'organizzazione, compreso il direttore Paulo Lacerda, e ha ordinato un'investigazione sulle accuse apparse nella rivista Veja, riguardanti la registrazione delle telefonate di alcuni importanti personaggi della vita pubblica brasiliana, tra cui i presidenti del Senato e della Corte Suprema.

## Attuali funzioni dell'agenzia
La principale funzione dell'ABIN è di indagare reali e potenziali minacce ala società e il governo brasiliano e difendere lo Stato democratico di diritto, la sovranità del Brasile e l'efficacia del potere pubblico.

## Motto
Il motto dell'agenzia è: